# 路上ライブ

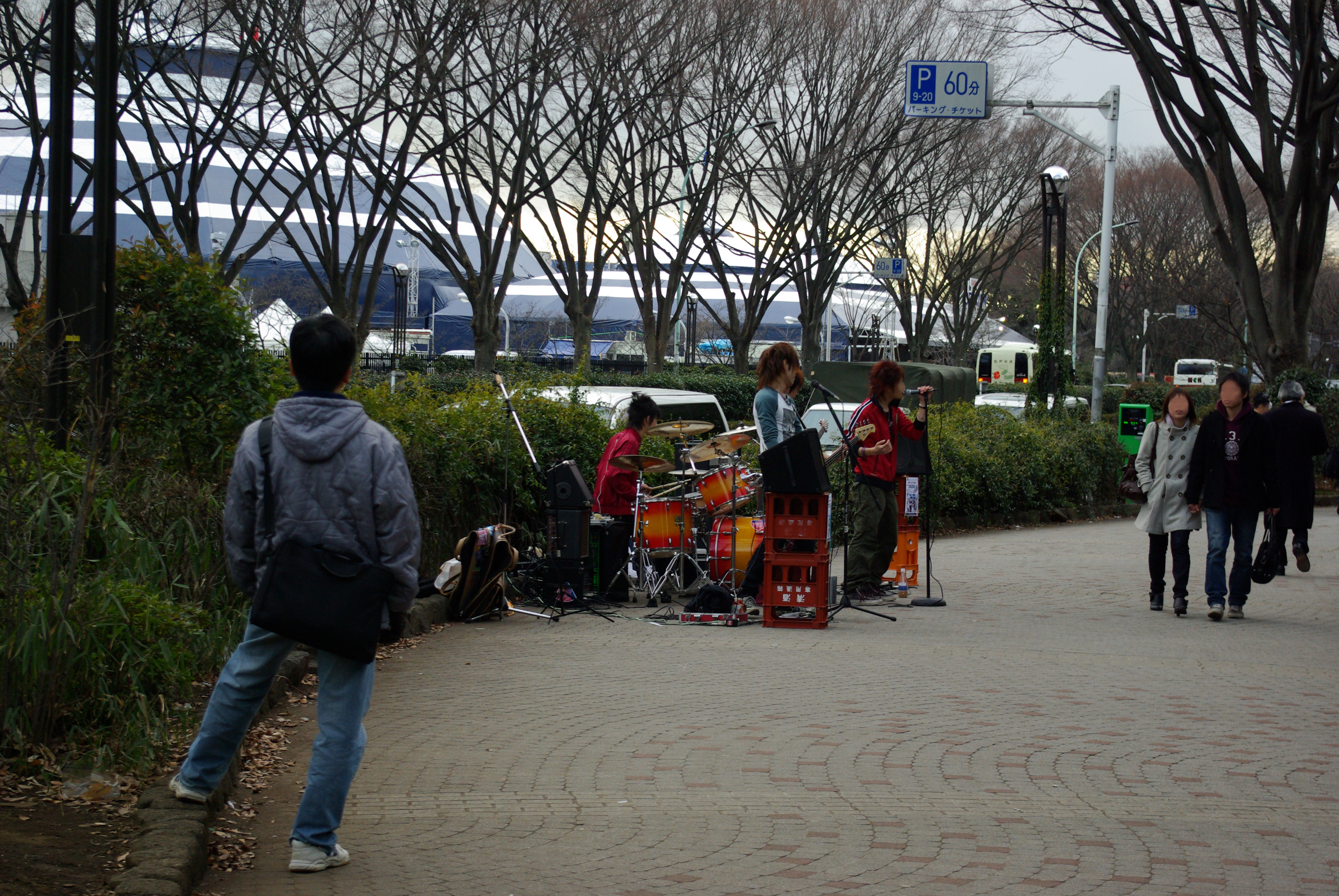
ストリートライブを行っている若者達、観客、そして通行人

路上ライブ（ろじょうライブ）または、ストリートライブ (street live) は、大道芸のひとつで、歩道や公園などの屋外で音楽を演奏すること。ストリートライブの演奏者をストリートミュージシャンと呼び、演奏者のうち、歌唱を行う者をストリートシンガーと呼ぶ。
漫才やコント、ダンスパフォーマンス、アートパフォーマンスなどを実演することについてもストリートライブと呼ぶことがある。また、音楽演奏のみではなく、演奏の前後や合間に音楽演奏以外のパフォーマンスを行う場合もある。

## 歴史
日本でのブームの訪れには諸説があり、泉谷しげるが参加していた1969年（昭和44年）頃の「新宿西口フォークゲリラ」や、大正デモクラシー時代の演歌師の活動を含めて考える説もあるが、一般には1980年代後期、休日の歩行者天国などでパントマイムや音楽活動を行う渡航者に合わせるかのように日本人演奏者が増えた時代を第1次ブームと考えるものが多い。第2次ブームはゆずや19などのストリートミュージシャンが多数現れる1997年（平成9年）頃とされ、2003年（平成15年）あたりから終息に向かったとされる。2005年（平成17年）以降の微増に対しては、「ブーム再来」と考える者もいれば「定着」と考える者もいるという。
アメリカでは、1929年の世界恐慌の直後に職を探して大陸中を歩いたとされるウディ・ガスリー、1930年代にブルースの弾き語りでアメリカ大陸中を旅したロバート・ジョンソンなどが興りとして扱われる。
ロンドンでは、地下鉄でパフォーマンスを行う人をバスカーと呼んでいる。地下鉄職員とバスカー、あるいはバスカー同士のトラブルの多発を受けて、ロンドン地下鉄は2003年5月にライセンス制度を設け、以降は演奏許可証（バスキング・ライセンス）なしには演奏できないこととなった。また、演奏可能な場所や時間帯はオーディションによって決められる。
民族音楽を中心とする一部の音楽、例示するならコンガやジャンベなどを用いる奏者にとっては、屋外でライブをすることが日常的であるが故、特に意識しないで演奏している者もいる。日本での第1次ブームに記した「音楽活動を行う渡航者」にはそういった者たちも含まれる。日本の盆踊りの音頭や祭囃子などもこの類といえる。

## 目的
アーティストが、費用をあまりかけずに自分たちの作品を知ってもらうための手段として行われる。CD・MD・カセットテープやライブチケットなどの販売も併せて行われることが多い。
この他に、多くの人達に見てもらい知名度を向上する、声をかけてくれる人との面識を深める、曲を聞いた人からの投げ銭によりお金を稼ぐ、人前での実演を繰り返すことによって技量の向上が見込まれるなど、実演者により目的は様々である。

## 実演場所

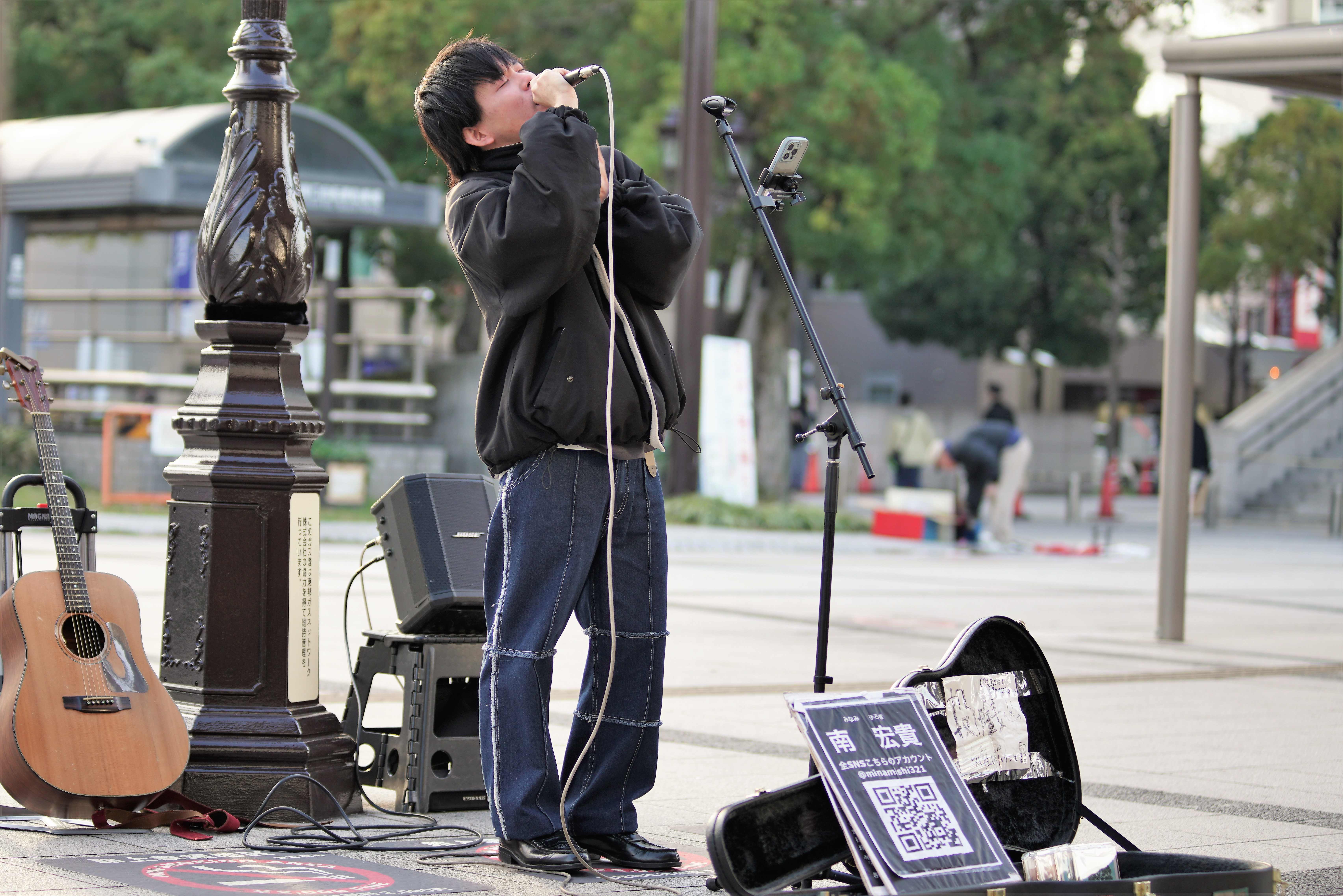
駅前での路上ライブをする南宏貴（名古屋市・金山駅）

人通りの多い駅前の歩道や、都心の公園などが選ばれることが多い。
楽器を広げたり人が集まったりするためのスペースと、周りに商店や住宅が無いなどある程度の音を出せる環境が求められる。また、音の拡散防止という観点では、屋根があることも1つの要素である。
例外的に、電車がひっきりなしに走る東京の高架下や深夜の六本木など、周辺が極度の騒音に囲まれているスペースも、ある程度の音が出せる環境となりうる。

## 実演方法

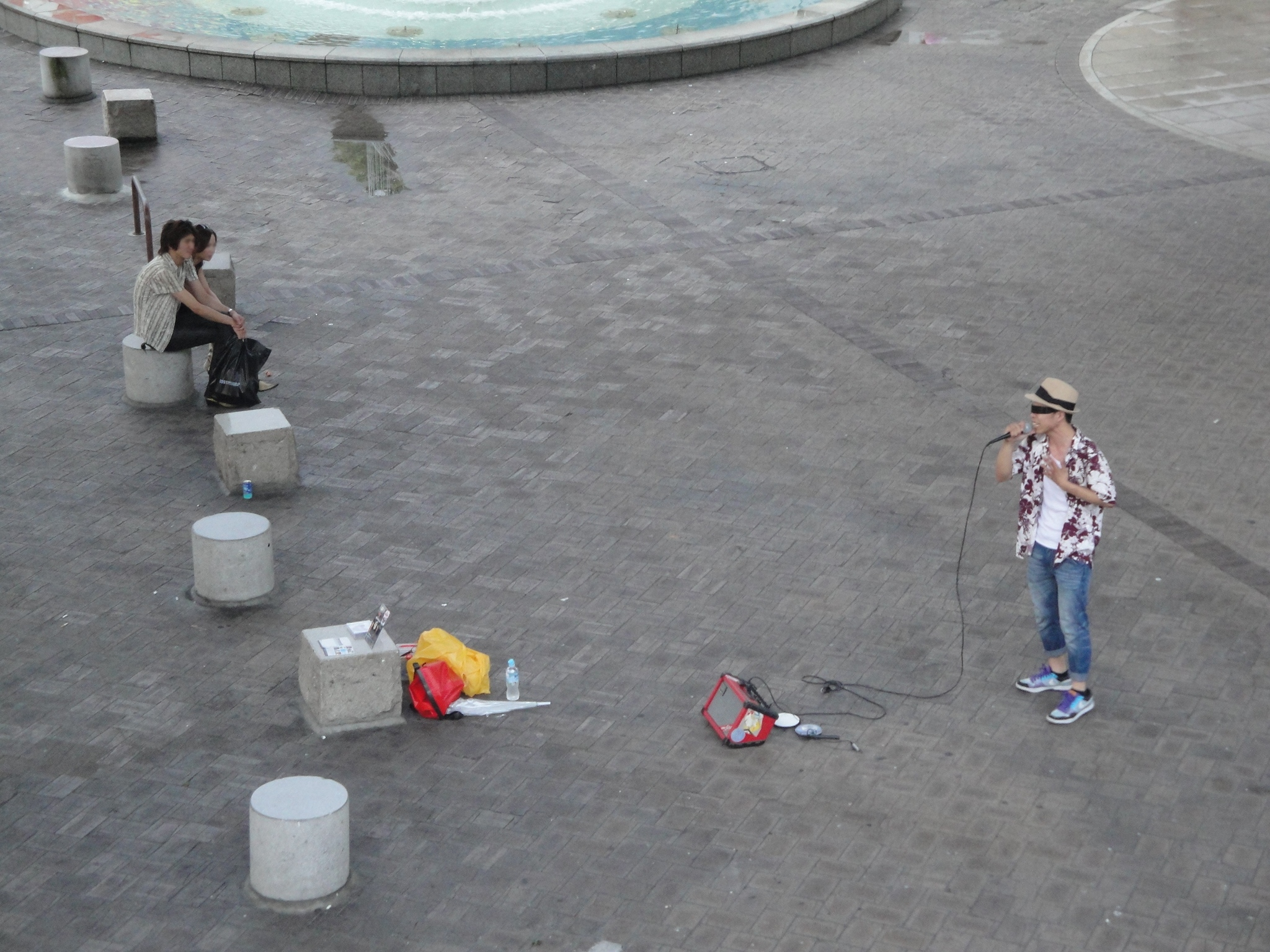
拡声器を使用した例

音楽の実演の場合、一番シンプルなものは、体一つでのア・カペラであり、つづいてアコースティック・ギターなどの電源不要な楽器を使用した弾き語りなどがある。その他の電源不要な楽器としては、アルパなどギター以外の弦楽器、カホンやジャンベや和太鼓などの打楽器、トランペットなどの管楽器など様々である。
拡声器を使用する場合もあり、充電式の小型なものから、外部電源式のやや本格的なものまである。屋外で使用可能なアンプは日本では、第2次ブーム1999年（平成11年）に登場し、その後2005年（平成17年）頃に出回りだした。エレキ・ギターや、シンセサイザーなどの電気楽器を使用する場合も電源が必要であり、外部電源を用いる場合は可搬型の発動発電機が使われることが多い。いずれにしても、持ち運びを容易にするためにコンパクトな物が選ばれ、設置や撤収が簡単なように工夫されている。
慣習として、実演者の前に投げ銭を入れるためのギターケースや空き缶などが置かれる。曲を聞いた上で聞いた人がその演奏に対してお金を払っても良いと思った場合、投げ銭をすることができる。ミュージシャンによってはアルバムやシングルを即売している事もある。

## 問題点
道路、歩道などの公道で、一般交通に著しい影響を及ぼす可能性がある行為を行う場合は、道路交通法第77条1項4号により所轄する警察署の道路使用許可を取る必要があり、無許可の場合には処罰されることがある。公園などでの演奏行為や、拡声器を使って大きな音を流すことについても、自治体の条例などで禁止されていることが多い。
新宿区は、「東京都の規制ガイドラインにより、音量調査は行っております。駅周辺の暗騒音を除いても、路上ライブでアンプから出る音は、いずれも基準値を上回り規制されるレベルです。区としては警察と連携を取り、不定期に巡回しながら注意を呼びかけています」と述べており、巡回して警察と協力して対処している。警察官の制止を無視して、大音響を鳴らし続けた場合は、軽犯罪法1条14号の違反となる。
仮に禁止されていなかったとしても、興味のない人や近隣住民や商談に来ている人にとっては単なる騒音・業務妨害であり、聴衆が増えれば通行妨害で迷惑となり、交番に通報され中止・撤収命令を出されることになる。
実際、1999年（平成11年）に郷ひろみが渋谷で行ったライブでは警察署への許可を取らなかったために大きな混乱と交通渋滞を引き起こし、企画したプロデューサーなどが書類送検された。
同じく、渋谷区内で許可を得ずに演奏をした男らが、再三の警告にもなお繰り返し、警視庁に逮捕されるという事案も発生している。人通りが多い地域などでは通行妨害の原因となり、取締を強化する方針だとしている。
また、同じ場所に多くの実演者がいる場合、拡声器を使用しない者は使用する者の中で実演できないなど、実演者間の環境や目的の違いにも問題がある。これらの問題が原因で実演者間のトラブルに発展する場合もある。
2024年8月30日の神奈川新聞の朝刊に、「表現の自由とか規制のありよう」という記事が掲載された。警察による指導が相次ぐ一方で、路上による表現を認めていくことも、音楽文化を守っていく上で重要なことだと論じ、SNS上などで議論が起こった。

## 公認される例
ニューヨーク市地下鉄では、地下鉄開設の1904年から演奏禁止だったが、裁判が行われ、1985年にミュージック・アンダー・ニューヨーク(MUNY)事業として駅構内でのパフォーマンスが許可された。経営体であるメトロポリタン・トランスポーテーション・オーソリティ（MTA）がオーディションを行っており、合格したストリートミュージシャン350組による駅構内での合法的な演奏活動が一部（25か所）駅でスケジュールを組まれて行われている。また、その他の場所でスケジュール外のパフォーマンスを行えるが、ニューヨーク市交通局の定める行動規則（交通や業務の妨げにならないようにするなど）や州法に従う必要がある。この規則に違反したり警察の誤解により、ストリートミュージシャンがニューヨーク市警に逮捕されることがある。
パリの地下鉄駅でも、1997年から春と秋にパリ交通公団のオーディションを通過した音楽家のみムジシアン・ドゥ・メトロ（メトロミュージシャン）として演奏が許可されている。パリ市内では、フランス人以外が駅構内や電車内や路上で自由に音楽を奏でる様子が見られるが、電車や駅構内などでは許可証もなく演奏の許可がない場所での行為は違反であり罰金と強制下車か立ち退きとなる。
井の頭公園ではパフォーマンスの出展を登録制で行う「井の頭公園アートマーケッツ」という試みを開催している。
2024年10月下旬から、日本橋室町の東京メトロ三越前駅に直結する地下道でイベント会社スパートと三井不動産が日本橋 Music Liverとする企画で、若者に人気の高いアマチュアアーティストを集めて試験的なストリートライブを行った。
東京都では、ヘブンアーティスト事業によって審査を通過したアーティストに、東京都指定の公園等でパフォーマンスができるよう公認する制度がある。神奈川県海老名市では海老名駅自由通路の指定区画で一定のルールのもと、路上ライブを公認している。千葉県の柏駅前では、2005年から登録制として柏ルールが守られていれば公認としている。
大阪ミナミやキタでも、2022年8月から場所とルールを決めて公認する制度が実施されている。
船橋市でも公認路上ライブ制度を実施している。